# コントレール (アニメ制作会社)
株式会社コントレール（英: CONTRAIL CO.,LTD.）は、日本のアニメ制作会社。株式会社MAPPAのグループ会社。

## 概要
『この世界の片隅に』『BLACK LAGOON』などで知られるアニメ監督の片渕須直が新たに長編映画を制作するため、アニメ制作会社『MAPPA』の2代目社長として知られる大塚学と2019年9月にMAPPAのグループ会社として設立した。代表取締役は大塚がMAPPAと兼務する。
社名の『コントレール』は「ひこうき雲」を意味し、命名は片渕による。「天色の空に、長く永く筋を引く白雲をイメージしている」という。
「多くの人に、末永く愛されるアニメーション作品を作りたい」という思いで、沢山の愛情を掛け、手間暇を惜しまない作品制作を行っていくという。

## 作品

### 劇場アニメ
| 公開年 | タイトル                               | 監督     | 原作       |
| ------ | -------------------------------------- | -------- | ---------- |
| 未公表 | つるばみ色のなぎ子たち                 | 片渕須直 | オリジナル |
| 未公表 | 少年ジャンプ+ 読切アニメ化プロジェクト | 未公表   | 漫画       |

### Webアニメ
| 配信年 | タイトル                  | 監督     | 原作       | 共同制作 |
| ------ | ------------------------- | -------- | ---------- | -------- |
| 2025年 | きかせてほしい きみのこと | 北澤康幸 | オリジナル | MAPPA    |